# Sigge Nilsson och jag
Sigge Nilsson och jag är en svensk komedifilm från 1938 baserad på Erik Zetterströms roman med samma namn.

## Handling
Bröderna Sigge och Putte bor i Stockholm med sina föräldrar grosshandlare Nilsson med fru. Sigge och Putte har flyttats till en privatskola, Plomgrenska samskolan, ledd av rektor Wahlberg. Skolan har många idrottstalanger, däribland Tage Malling, mästare i spjutkastning. Tages bekymmer är att hans familjegård Solberga har en inteckning på 100 000 kronor och att hans mor inte klarar av amorteringarna. Sigge och Putte är mer intresserade av att slåss eller hitta på rackartyg i skolan, som att såpa trappan eller hissa upp någons byxor i flaggstången. Tage Malling förälskar sig i rektor Wahlbergs systerdotter Kristina. Solberga hamnar till slut på auktion där rektor Wahlberg är beredd att buda högst till vilket pris som helst.

## Om filmen
Filmen är barntillåten och hade premiär den 10 september 1938, den har även visats på SVT, TV3 och TV4.

## Rollista
- Sigurd Wallén - Johan Hugo Wahlberg, rektor vid Plomgrenska samskolan
- Carl-Gunnar Wingård - grosshandlare Johan Nilsson
- Linnéa Hillberg - fru Nilsson
- Sven-Eric Gamble - Sigurd "Sigge" Nilsson, deras son
- Åke Johansson - Patrik "Putte" Nilsson, hans bror
- Stina Hedberg - fru Malling på Solberga
- Sven Bertil Norberg - Tage Malling, hennes son
- Gaby Stenberg - Kristina, rektor Wahlbergs systerdotter
- Erik A. Petschler - lektor Svensson, kallad Bocken, lärare
- John Ekman - direktör Vedlund
- Nils Hallberg - Fredrik "Dudde" Vedlund, hans son, elev i klass 4
- Bertil Jansson - "Steppen" Holmgren, elev i klass 4
- Emil Fjellström - Olavus, trädgårdsmästare på Solberga
- Mona Geijer-Falkner - Hedda, husa på rektor Wahlbergs sommarställe på Solö
- Torsten Hillberg - lektor i tredje ring
- Anna Hillberg - fru Vedlund
- Olof Hillberg - skolvaktmästaren

### Ej krediterade
- Arthur Fischer - Fredriksson
- Gösta Cederlund - överste Nikolaus Malling, Tages farbror
- Stellan Agerlo - Adolfsson, elev i tredje ring
- Gösta Gustafson - auktionsförrättaren
- Ingrid Pohl - elev i tredje ring
- John Westin - lärare hos rektor Wahlberg
- Robert Ryberg - auktionsförrättarens biträde
- Ulla Hodell - flicka på Sigges och Puttes bjudning
- Gudrun Stäck - flicka på Sigges och Puttes bjudning
- Knut Lundström - elev i klass 4

## Musik i filmen
- Räven raskar över isen, sång Sven-Eric Gamble, Åke Johansson, Nils Hallberg och Bertil Jansson
- Sigge Nilsson, instrumental
- Sväng, instrumental

## DVD
Filmen gavs ut på DVD 2017 tillsammans med Två år i varje klass.